# Valea Jiului

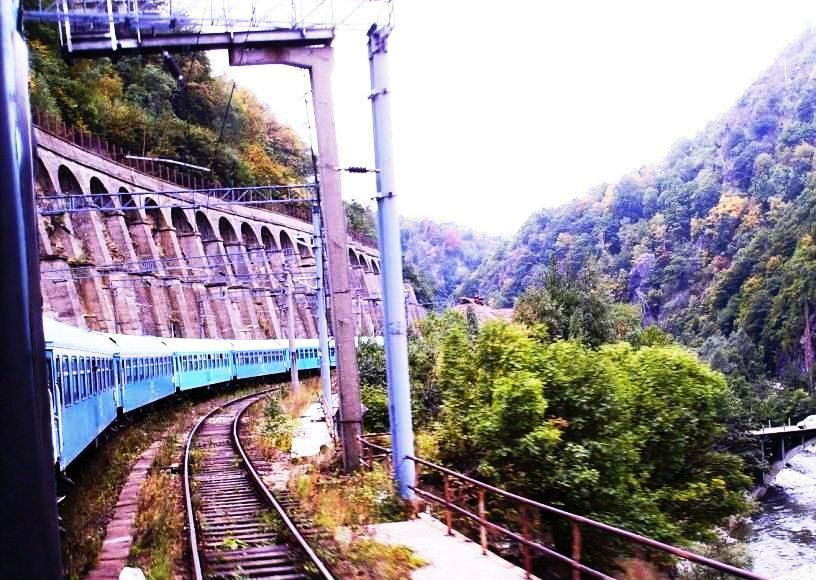
Defileul Jiului (Petroșani - Bumbești-Jiu) văzut din tren

Valea Jiului este o depresiune intramontană situată pe râul Jiu. Este cunoscută pentru bogățiile sale naturale, exploatate de către statul român prin mine de huilă. Munții ce o încadrează se află în grupa Retezat-Godeanu a Carpațior Meridionali. Principalele orașe din această zonă sunt Petroșani, Vulcan, Petrila, Aninoasa, Lupeni, Uricani.
În vorbirea populară noțiunea de „Valea Jiului” face referire la Depresiunea Petroșani din sudul județului Hunedoara. Băștinașii acestei zone sunt cunoscuți sub denumirea de momârlani.